# Rivière Saint-Louis (vattendrag i Kanada, Québec, lat 46,03, long -72,92)
Rivière Saint-Louis är ett vattendrag i Kanada.   Det ligger i provinsen Québec, i den sydöstra delen av landet, 220 km öster om huvudstaden Ottawa.
Trakten runt Rivière Saint-Louis består till största delen av jordbruksmark. Runt Rivière Saint-Louis är det glesbefolkat, med 8 invånare per kvadratkilometer.